# Welltris
Welltris — компьютерная игра в жанре головоломки, разработанная Алексеем Пажитновым в 1988 году по заказу компании «Дока» и лицензированная Bullet-Proof Software. Игра изначально была написана для DOS и выпущена в 1989 году. Портированием на различные платформы занимались компании Sphere, Inc. для Spectrum HoloByte и Infogrames. Игра была портирована на Amiga, Amstrad CPC, Atari ST и Macintosh в 1990 году, а также на ZX Spectrum и Commodore 64 в 1991.
Игра является первым сиквелом «Тетриса». Как и в игре-предшественнице, игровой процесс представляет собой упаковку падающих блоков, однако игровое поле является трёхмерным.
После выхода головоломка была неоднозначно оценена игровой прессой. Журналисты положительно оценили геймплей и реиграбельность, но подвергли критике графику, управление и звук. Игра продавалась до 1995 года, и в общей сложности было продано около 400 тысяч экземпляров.

## Игровой процесс

Игровой процесс Welltris (версия для MS-DOS)

Действие Welltris происходит в трёхмерном колодце (стакане), состоящем из четырёх замкнутых плоскостей. В данных плоскостях появляются случайные блоки (фигуры полимино) и постепенно опускаются в сторону дна колодца. Блоки можно вращать на 90° и перемещать влево и вправо вдоль стен. После того, как фигура достигла дна, она перемещается по нему настолько, насколько это возможно до прикосновения с другой фигурой или противоположным краем стены. Если игрок заполняет горизонтальную или вертикальную линию, то она исчезает, и появляется дополнительное свободное пространство. Если падающий блок не может попасть в плоскость пола, то он или его часть остается на стене, а сама стена блокируется на время падения следующих трёх блоков. Заморозка всех четырёх стен означает конец игры. Спуск блоков с высоты можно ускорить, за что даётся большее количество очков. В интерфейсе часть экрана заполнена статическим изображением, которое изменяется по ходу усложнения игры и в зависимости от набранных очков. Блоки можно спускать на ребре стакана. В этом случае в точке падения создаётся две падающие фигуры на каждой из стен, что дает дополнительную свободу в игре. По мере набора очков в стакан выпадают бонусные блоки, за которые дают больше очков.
В игре используются не только блоки тетрамино (составленные из четырёх квадратных элементов), но и блоки большего и меньшего размера. Игра имеет три уровня сложности, и имеется возможность выбора скорости падения фигур. Сложность влияет на набор используемых игрой фигур. На первом уровне сложности появляются тетрамино и меньшие фигуры, на втором только тетрамино, а на самом сложном — пентамино. Также, как и в оригинальном «Тетрисе», игровой процесс Welltris разделяется на несколько этапов, когда игрок находится на текущем уровне до тех пор, пока не наберёт определённое число очков, а в случае набора происходит переход на следующий уровень и скорость игры увеличивается.
Для управления в игре может быть использован джойстик или клавиатура, и при этом каждым из устройств можно управлять одним из двух способов. Первый заключается в том, что игрок управляет геометрически, то есть для движения вверх по стене используется кнопка (или направление джойстика) «вверх», для движения влево кнопка «влево» и т. д. Если фигура достигла угла колодца, то для дальнейшего движения по периметру игрок должен использовать другую кнопку в соответствующем направлении. Второй способ задействует две кнопки (например, «влево» и «вправо»), когда фигура по нажатию одной двигается по часовой стрелке, а при нажатии другой — против часовой стрелки. Критики посчитали неудобным первый способ, а второй был назван как более интуитивный.

## Разработка и выход игры
Компания «Дока» в конце 1980-х имела контакты с Алексеем Пажитновым и знала об истории разработки и продажи «Тетриса». Представители компании предложили Пажитнову написать три-четыре компьютерных игры, одной из которых стал Welltris. Изначально игра была написана для DOS, а в дальнейшем западные разработчики локализовали Welltris для DOS и адаптировали для других платформ.
Мотивацию разработки и способ реализации игрового процесса Пажитнов в интервью изданию Retro Gamer описал следующим образом:
Все хотели трёхмерный „Тетрис“, но я понял, что „Тетрис“ достаточно сложен для нашего мозга в 2D. В настоящем 3D это была бы слишком скучная и медленная игра, и поэтому я решил сделать эффект трёхмерности, но при этом оставить игровой процесс в двумерных плитках.
Оригинальный текст (англ.)Everyone wanted a 3D Tetris, but I realised that Tetris is hard enough for the brain in 2D. In true 3D, it would be a very boring, slow game, so I decided to create a 3D graphical effect, but keep the gameplay on 2D planes.
Права на игру в России были у компании «Дока», но продажи в этой стране были небольшие. Игрой заинтересовались на Западе, и в общем до 1995 года было продано около 400 тысяч экземпляров. Компания «Дока» серьёзно подошла к контролю продаж, и, по её утверждениям, во время разбирательства с Infogrames дело чуть не дошло до суда из-за занижения количества продаж и неуплаты с них процентов.
Оригинальная версия игры для DOS была издана в 1989 году. Локализацией и портированием на другие платформы занималась команда под руководством Дэна Кауфмана (англ. Dan Kaufman). Разработка локализованной версии для DOS выполнялась программистами Кевином Сегетти (англ. Kevin Seghetti), Касом Пранавахади (англ. Kus Pranawahadi) и Грегом Марром (англ. Greg Marr). Над графикой этой версии и для других платформ в команде работали Идико Сомос (англ. Iidiko Somos), Дан Гуерра (англ. Dan Guerra), Джоди Сатер (англ. Jody Sather) и Матт Карлстром (англ. Matt Carlstrom).
Портирование на Macintosh было выполнено к июлю 1990 года. Данную версию разрабатывал Дэн Кауфман. Над звуковым сопровождением и музыкой работа шла совместно с компанией Bogas Productions, где за звук отвечал Стив Капс (англ. Steve Capps), а над музыкой работали Эд Богас, Дэн Кауфман и Пол Могг (англ. Paul Mogg). В сентябре того же года были выпущены версии для Amiga и Atari ST. Разработка для Atari ST проводилось при содействии компании Creative Materials Ltd и было выполнено Тимом Коупом (англ. Tim Coupe). Программированием для компьютеров Amiga занимался Билли Сатионо (англ. Billy Sutyono).
В 1990 году была выпущена версия, портированная на Amstrad CPC. Данная версия имела четырёхцветную графику и минимальное звуковое сопровождение. Разработка Welltris была выполнена программистами Питером Балла (англ. Peter Balla) и Имре Коватс (англ. Imre Kovats). Эта же команда разработчиков к апрелю 1991 года подготовила портированную версию для ZX Spectrum. Последняя при этом имела монохромную графику, статическое фоновое изображение и минимальное звуковое сопровождение.
Портирование на Commodore 64 осуществлялось отдельной командой и было выполнено к марту 1991 года. Разработкой занимались Тамаш Ковач (венг. Tamás Kovács), Андраш Эрдели (венг. András Erdély) и Андреас Поль (венг. Andreas Pohl), а графика была выполнена Золтаном Ленделом (венг. Zoltán Lengyel).

## Оценки и мнения
| Иноязычные издания               | Иноязычные издания            |
| Издание                          | Оценка                        |
| -------------------------------- | ----------------------------- |
| ACE                              | 901                           |
| Amiga Action                     | 71 %                          |
| Amiga Format                     | 88 %                          |
| Amiga Power                      | [ 26 ]                        |
| Amstrad Action                   | 78 %                          |
| Commodore Format                 | 87 %                          |
| Crash                            | 79 %                          |
| Datormagazin                     | 7/10                          |
| Dragon                           | [ 4 ]                         |
| MicroHobby                       | 89 %                          |
| Sinclair User                    | 45 %                          |
| The Games Machine                | 82 %                          |
| The One                          | 94 %                          |
| Your Sinclair                    | 79 %                          |
| Zzap!64                          | 83 %                          |
| PC Leisure                       | [ 14 ]                        |
| Compute!                         | [ 31 ]                        |
| ST Action                        | 76 %                          |
| Antic’s Amiga Plus               | [ 27 ]                        |
| .info                            | [ 32 ]                        |
| Награды                          |                               |
| Издание                          | Награда                       |
| Software Publishers' Association | Лучшая экшен/аркада 1989 года |

Welltris получила неоднозначные отзывы со стороны прессы. Геймплей и увлекательность были оценены высоко, а критике в основном подвергались звук, графика и управление. В отличие от «Тетриса», сиквелу не удалось снискать должной популярности среди игроков. Рядом критиков было отмечено, что со временем Welltris может стать очень увлекательной для игрока. Также ряд обозревателей согласились в том, что игра будет интересна в первую очередь тем, кому понравился оригинальный «Тетрис».
Сравнивая с игрой Blockout, которая является трёхмерным «Тетрисом», обозреватель журнала The One описал Welltris следующим образом:
Welltris дает вам лучшее от двух миров: гибкость трёхмерного колодца и наглядность двумерных блоков. В дополнение, с управлением намного проще справиться — всего четыре кнопки вместо восьми в Block Out.
Оригинальный текст (англ.)Welltris gives you the best of both worlds: the flexibility of a 3D well and the visibility of 2D blocks. The control method is also a lot easier to get to grips with — just four keys, rather than Block Out’s eight.
В обзоре журнала Dragon высоко оценили версию для Macintosh, включая русскую атмосферу игры и звуковое сопровождение, назвав при этом Welltris одной из лучших аркадных игр. Данное мнение было поддержано критиком журнала Compute!, в котором дополнительно положительно отметили множество игровых опций и графику.
В обзоре от журнала Your Sinclair было отмечено, что игра намного более сложная, чем «Тетрис», так как используется четыре стены вместо одной, а также более сложные фигуры. Ту же ситуацию критик журнала ACE описал таким образом, что Welltris такой же как «Тетрис», но глубже, когда вместо одного измерения стакана в игре сделано два.
Версия игры для платформы ZX Spectrum подверглась большей критике. Так, по словам обозревателя журнала Sinclair User, слабыми сторонами игры являются монохромная графика, минимальное звуковое сопровождение, отсутствие смены боковых картинок для Spectrum 48, а также наличие системы защиты от копирования, для которой нужно узнать флаг одной из республик СССР на монохромном экране и ввести правильно название на латинице (в частности, отмечен ввод слова «Tadzhikistan» с необходимостью соблюдения регистра). Журнал CRASH опубликовал сдержанный отзыв, согласно которому Welltris приятен и увлекателен с точки зрения игрового процесса, однако клавиши управления неудобно кластеризованы и нет способов задать другое управление.
Критик журнала Atari User опубликовал восторженную рецензию, в которой назвал игру великолепной по причине её увлекательности и проработанности интерфейса. В обзоре графика и звук описаны как адекватные жанру, но поклонникам аркадных игр критик посоветовал не приобретать Welltris.
Авторы обзора журнала Amiga Action разошлись во мнениях. Если один из них посчитал, что игра лучше «Тетриса» и более увлекательна, то по мнению второго играбельность Welltris не оправдывает запрашиваемую за него цену. Версия для платформы Amiga также оценивалась в журнале Amiga Computing, который отметил, что игровой процесс Welltris простой и часто повторяемый, но требует концентрации, логики и координации. В то же время журнал Amiga Format оставил положительный отзыв, в котором отмечен оригинальный и увлекательный геймплей с приемлемыми и достаточными графикой и звуком.
По мнению журналиста Amstrad Action Welltris по сравнению с «Тетрисом» намного более улучшен в отношении геймплея, в котором критик отметил его глубину, выражающуюся в лёгкости усвоения и погружения, играбельности и способности затянуть надолго. Графика автором обзора была описана как простая и аккуратная, а звуковое оформление как минималистичное и недостаточное.
Геймдизайнер Ричард Раус следующим образом описывает новые решения по геймплею Welltris и их последствия, а также сравнивает с другими версиями «Тетриса»:
Игровой процесс был существенно усложнён, в то время игра не стала более вызывающей и не приносила больше удовольствия. Как следствие, игроки теряли интерес и возвращались к простоте оригинала. В последующем было много попыток улучшить оригинальный „Тетрис“, включая яркие спецэффекты и фигуры разных типов. Но ни одна из попыток не стала особенно успешной, и игроки продолжали возвращаться к оригинальному „Тетрису“.
Оригинальный текст (англ.)The gameplay was considerably more complex without being particularly more fun or challenging. As a result, players were uninterested, and went back to the simplicity of the original. Many subsequent Tetris knockoffs attempted to make “improvements” on the original, either through fancy effects or special pieces of various sorts. None of these attempts were particularly successful, and players continued to want to return to the original.
Результат разработки и дальнейшее развитие идеи Welltris её создатель Пажитнов описал следующим образом:
Это была хорошая игра, но, к сожалению, она не была правильно реализована. Возможно, она была слишком сложна, а версия для PC привязана к монитору EGA, и умерла вместе с ним.
В Японии создали игру для четырёх игроков, когда каждый из них контролировал одну из стен колодца — и получилась идеальная форма для игры!
Оригинальный текст (англ.)It was a good game, but unfortunately, it wasn't realised well. It was perhaps too complicated and the PC version was very attached to EGA, and died with it.

In Japan, they created a version for four players, with each one controlling one of the walls around the well — the ideal form for the game!.

### Награды
Welltris получил награду от Software Publishers' Association как лучшая экшн/аркадная (англ. Action/Arcade) игра 1989 года.

### Влияние
23 сентября 1990 года на платформе Amiga вышел свободный клон Welltrix. Данная версия повторяет большинство особенностей игрового процесса Welltris, но при этом не использует фоновые изображения и не имеет защиты от копирования. Welltrix распространялся на дискете 3.5″ в номере журнала Amiga Power за декабрь 1991 года. В июле 1993 года журнал Amiga Force дал Welltrix оценку 70 %.